# 1077
El 1077 (MLXXVII) fou un any comú començat en diumenge del calendari julià.

## Esdeveniments
- Els turcs conquereixen Jerusalem

## Necrològiques
- 14 de desembre, Roma: Agnès d'Aquitània, també Agnès de Poitiers o Emperadriu Agnès, emperadriu consort del Sacre Imperi Romanogermànic (n. vers 1025).[1]
- Al-Muàyyad-fi-d-Din aix-Xirazí, daï ismaïlita que va ser intermediari entre els fatimites i al-Bassassirí.